# دكل

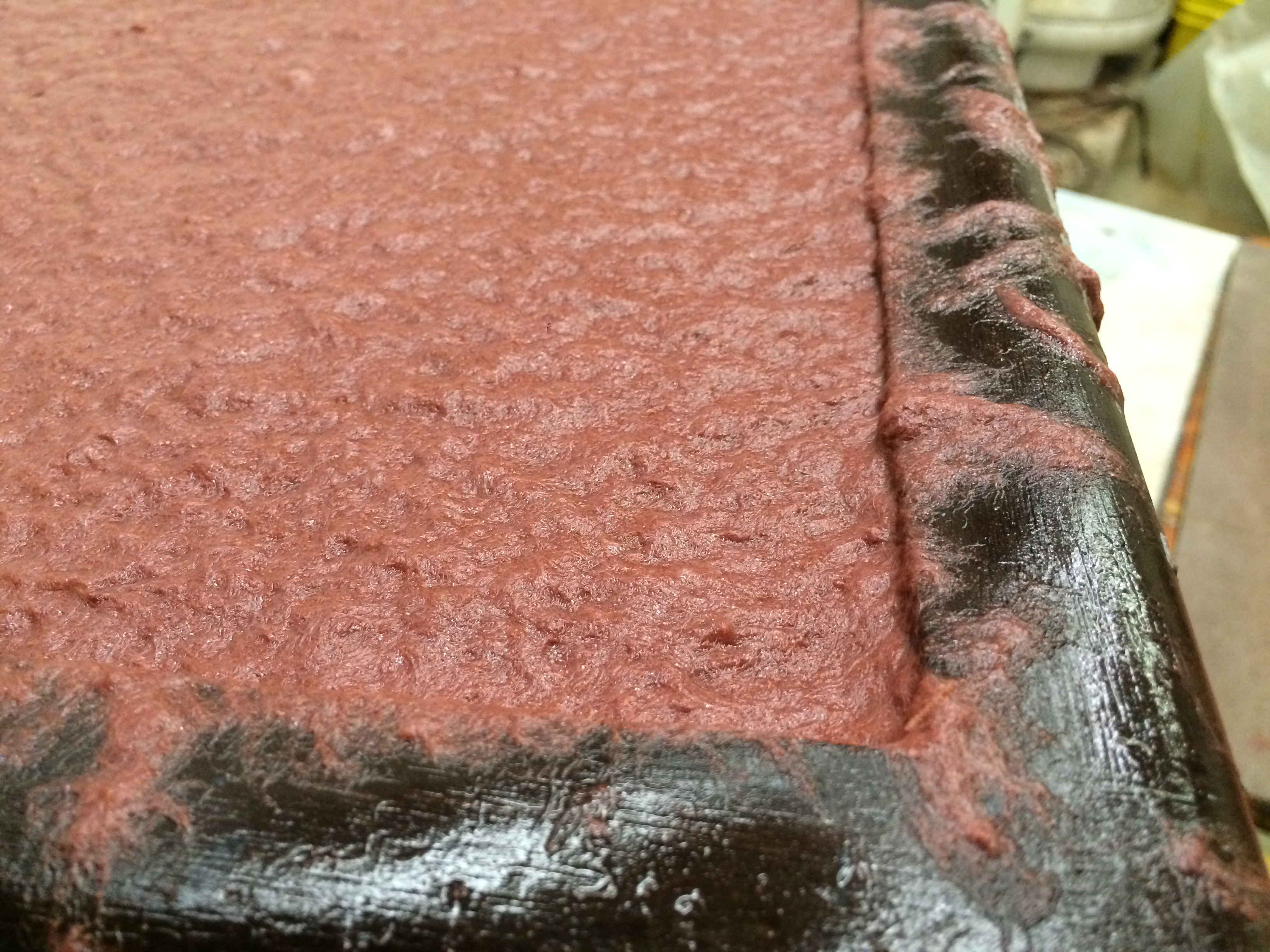
تُظهِر هذه الصورة ألياف الكتان المصبوغة باللون الأحمر على قالب ورق يدوي ولا تزال محاطة بالدَّكَل. هذه الصفيحة سميكة للغاية وهذا هو سبب انسكاب الألياف على سطح الدَّكَل.

الدَّكَل هو إطار خشبي قابل للإزالة أو سياج يستخدم في صناعة الورق اليدوية.